# Jay Cutler
Jay Cutler (USA, 1973. augusztus 3. –) profi testépítő, üzletember. Ingatlanok mellett táplálékkiegészítőkkel is foglalkozik.

## Pályafutása
A világ egyik legjobb testépítőjének számít, négyszeres Mr. Olympia-győztes.
2008-ban ugyan elvesztette a címet, de 2009-ben sikerült visszaszereznie, ezzel ő a történelemben az egyetlen Mr. Olympia, aki vissza tudta szerezni, miután azt előzőleg elvesztette (bár Arnold Schwarzenegger és Franco Columbo is sikeresen visszatértek, de kettejük közül egyikőjük sem vesztette el a címet).

## Eredményei
| Év    | Verseny                 | Helyezés     |
| ----- | ----------------------- | ------------ |
| 1993. | NPC Teen Nationals      | 1. helyezés  |
| 1996. | NPC Nationals           | 1. helyezés  |
| 1998. | Night of Champions      | 12. helyezés |
| 1999. | Arnold Classic          | 4. helyezés  |
| 1999. | Ironman Pro             | 3. helyezés  |
| 1999. | Mr. Olympia             | 15. helyezés |
| 2000. | World Pro Championships | 2. helyezés  |
| 2000. | Mr. Olympia             | 8. helyezés  |
| 2000. | Night of Champions      | 1. helyezés  |
| 2000. | Grand Prix Anglia       | 2. helyezés  |
| 2001. | Mr. Olympia             | 2. helyezés  |
| 2002. | Arnold Classic          | 1. helyezés  |
| 2002. | Arnold Classic          | 1. helyezés  |
| 2003. | Ironman Pro             | 1. helyezés  |
| 2003. | San Francisco Pro       | 1. helyezés  |
| 2003. | Dutch Grand Prix        | 1. helyezés  |
| 2003. | British Grand Prix      | 1. helyezés  |
| 2003. | Mr. Olympia             | 2. helyezés  |
| 2004. | Arnold Classic          | 1. helyezés  |
| 2004. | Mr. Olympia             | 2. helyezés  |
| 2005. | Mr. Olympia             | 2. helyezés  |
| 2006. | Mr. Olympia             | 1. helyezés  |
| 2006. | Dutch Grand Prix        | 1. helyezés  |
| 2006. | Romanian Grand Prix     | 1. helyezés  |
| 2006. | Austrian Grand Prix     | 1. helyezés  |
| 2007. | Mr. Olympia             | 1. helyezés  |
| 2008. | Mr. Olympia             | 2. helyezés  |
| 2009. | Mr. Olympia             | 1. helyezés  |
| 2010. | Mr. Olympia             | 1. helyezés  |
| 2011. | Mr. Olympia             | 2. helyezés  |
| 2013. | Mr. Olympia             | 6. helyezés  |